# 佛氏虎鯊
佛氏虎鯊（學名：Heterodontus francisci），又名佛氏異齒鯊，是虎鯊科虎鯊屬的一种小型鲨鱼。该鱼仅分布于美国加利福尼亚州至墨西哥加利福尼亚湾之间的水域。佛氏虎鲨头短而钝，眼睛附近有明显棱角，背鳍高耸。其为夜行性掠食者，通过将猎物自沙中吸出来获取食物。成鱼多以棘皮动物、甲壳类和带有硬壳的软体动物为食，而幼年个体则偏好海葵与环节动物。该鱼为卵生动物，雌鱼一次会产下至多24枚卵，并将其裹于螺旋形的卵鞘中。佛氏虎鲨对人类无害，且非常适应人工饲养环境。目前鲜少有针对该鱼的捕捞行为，其种群所受威胁亦极少。

## 物种命名
佛氏虎鲨由法国鱼类学家查尔斯·弗雷德里克·吉拉德于1854年在《费城自然科学会议程》上根据采集于蒙特雷湾的正模标本正式描述，彼时学名为Cestracion francisci ，此后又在1862被西奥多·吉尔移动至Gyropleurodus属。这两属实际上是虎鲨属的异名，故其学名现为Heterodontus francisci。其属名“Hetrodontus”由希腊语词汇与组合而来，前者意为“不同的”，后者意为“牙齿”。种加词“francisci”指的是旧金山，但实际上佛氏虎鲨并不分布于旧金山海域。

## 外貌描述

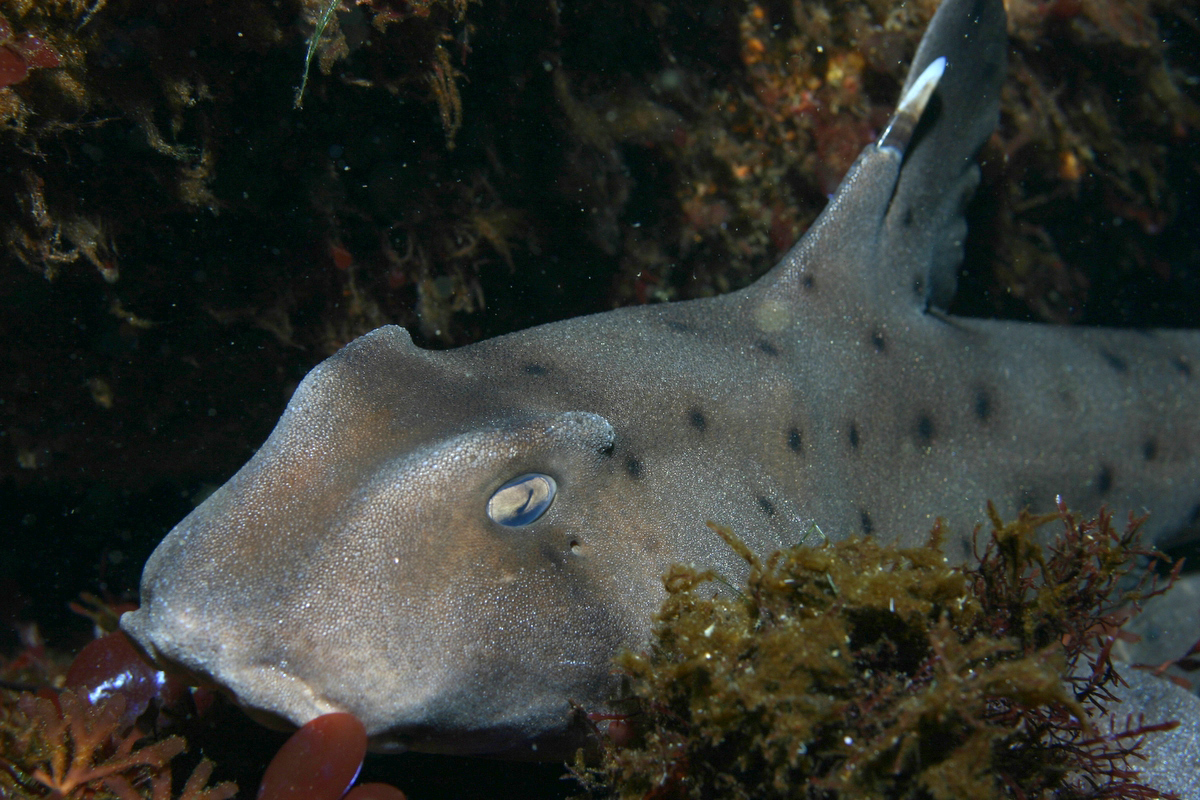
蒙特雷湾水族馆饲养的佛氏虎鲨，注意其因明显眉脊所致的独特头形

佛氏虎鲨同其他虎鲨一样，头部短而钝，头顶深凹，眼睛上方可见极为明显的眉脊。其眉脊位置较低，末端陡峭。该鱼双眼均无瞬膜，后方紧贴喷水孔。佛氏虎鲨鼻孔中间有一延伸至嘴部的片状悬垂物，使两鼻孔分别仅进行吸入与呼出。进行吸入的鼻孔周围有一圈凹槽，另有一道凹槽位于呼出的鼻孔与嘴部之间。佛氏虎鲨嘴部小而弯，两侧有明显褶皱。其上颚有牙齿19—26颗，下颚有牙齿18—29颗。其门牙小而尖锐，尖牙根部两侧有一对较小的尖齿，两侧的牙齿则更加宽大，呈磨盘状。
佛氏虎鲨躯体大致呈圆柱形，体色为带有黑色斑点灰色或褐色，但年老个体可能为纯色。其两片高背鳍呈镰刀型，前方有一根粗壮的棘刺，其中生活于礁石栖息地的个体棘刺由于磨损原因而相对较短。其胸鳍宽大，与该鱼第一片背鳍大致位于同一位置，第二片背鳍则与腹鳍前侧末端位置相近。其尾鳍下叶较短，上叶则长而宽，末端深凹。佛氏虎鲨鳞片小而密，在成鱼背部有时可达每平方厘米200片。该鱼最长可长至1.2米长，但大部分个体鲜少超过1米。

## 分佈
佛氏虎鲨栖息于太平洋东部的大陆架水域，通常分布范围北至蒙特雷湾，南至下加利福尼亚半岛和加利福尼亚湾。在海水异常温暖的时期，佛氏虎鲨的分布范围可北至旧金山湾。该鱼在厄瓜多尔和秘鲁水域虽有未经证实的目击记录，但学界认为这些记录极有可能是将其他物种错认成佛氏虎鲨所致。

## 生态与习性

### 栖息地
佛氏虎鲨在一年的大部分时间生活于水深2—11米处，至冬季则会洄游至深于30米的水域。目前已知该鱼最深可生活于水深200米的洞窟中。35—48厘米长的幼鲨喜好水深40—150米且有低矮垂直礁石的沙质海床。这些幼鱼有时会在加州鲼挖掘食物后留下的大坑中觅食或休息。成年的佛氏虎鲨会洄游至浅水区。成鱼多栖息于复杂的岩礁或覆有藻类的礁石区。佛氏虎鲨为底栖鱼类，鲜少离开海床超过2米。

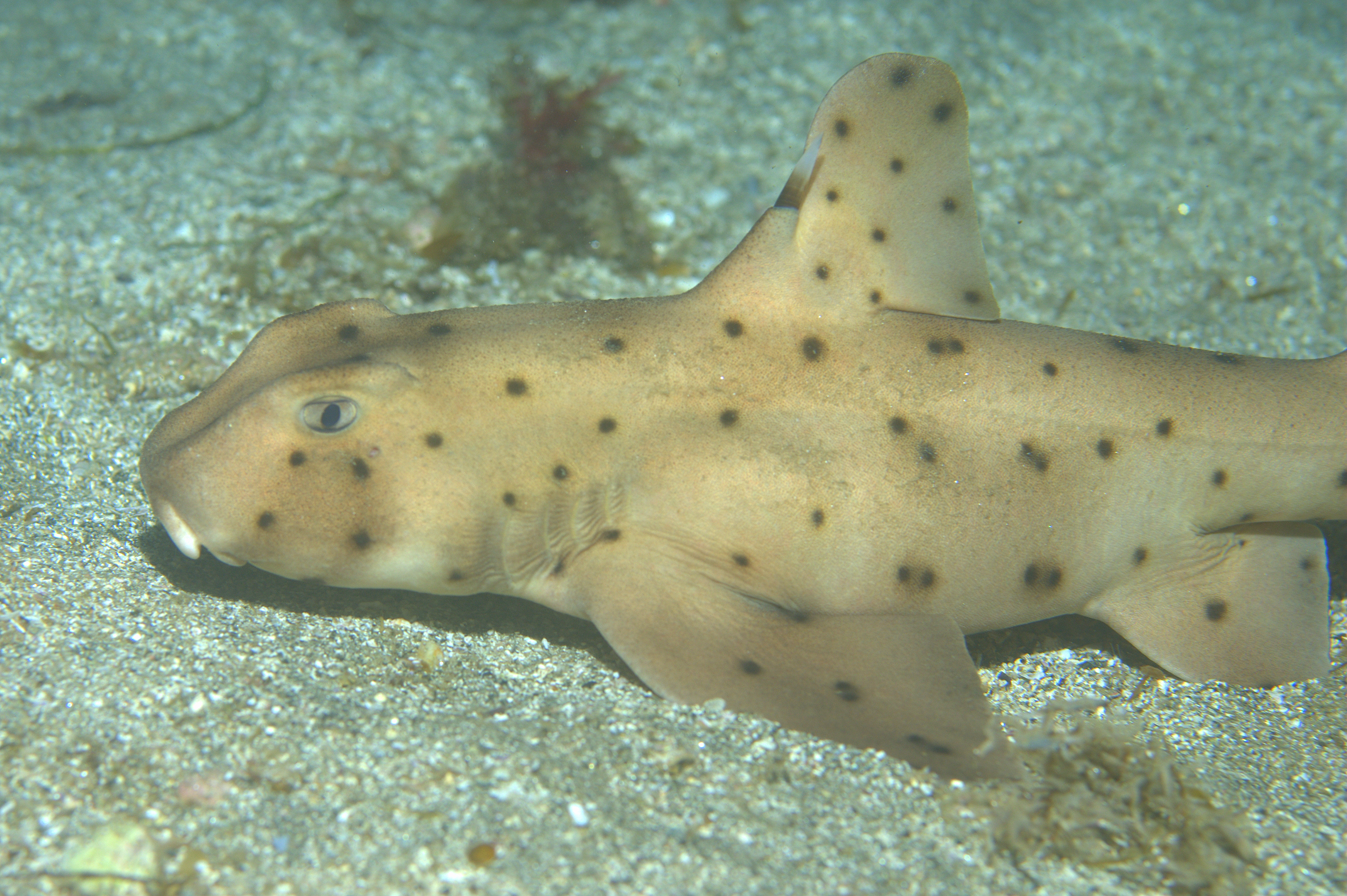
圣卡塔利娜岛水域的一条佛氏虎鲨。由于当地水温升高，佛氏虎鲨的种群随之增长

佛氏虎鲨种群与栖息地相似的东太平洋绒毛鲨种群存在负相关关系，这是因为前者偏好暖于20摄氏度的海水，而后者则更适应冷水。例如加利福尼亚州海峡群岛中圣卡塔利娜岛附近海域的佛氏虎鲨种群由于连年水温上涨而出现增长，与之相对的东太平洋绒毛鲨种群则随之下降。反观该群岛中海水偏冷的北部诸岛水域中，东太平洋绒毛鲨要多于佛氏虎鲨。

### 习性
佛氏虎鲨不常游动，其在游动时会用强壮的胸鳍推击海床以借力。佛氏虎鲨一般独来独往，但有时也会成小群活动。白天佛氏虎鲨会躲藏于洞窟、石缝或厚密的海藻中，除非遭骚扰否则不会游动，至晚间则会前往礁石顶部觅食。该鱼依据光照强度来调节其生物钟，在人工饲养环境下佛氏虎鲨会在光照消失后立刻开始活跃，并在感知到光照后不久后进行躲藏。有记录称一条人工饲养的佛氏虎鲨在持续的黑暗环境下连续游动了11日后方因疲倦而减速。自然环境下活跃的的佛氏虎鲨在被强光照射后亦会潜入更深处以躲藏。

### 食性

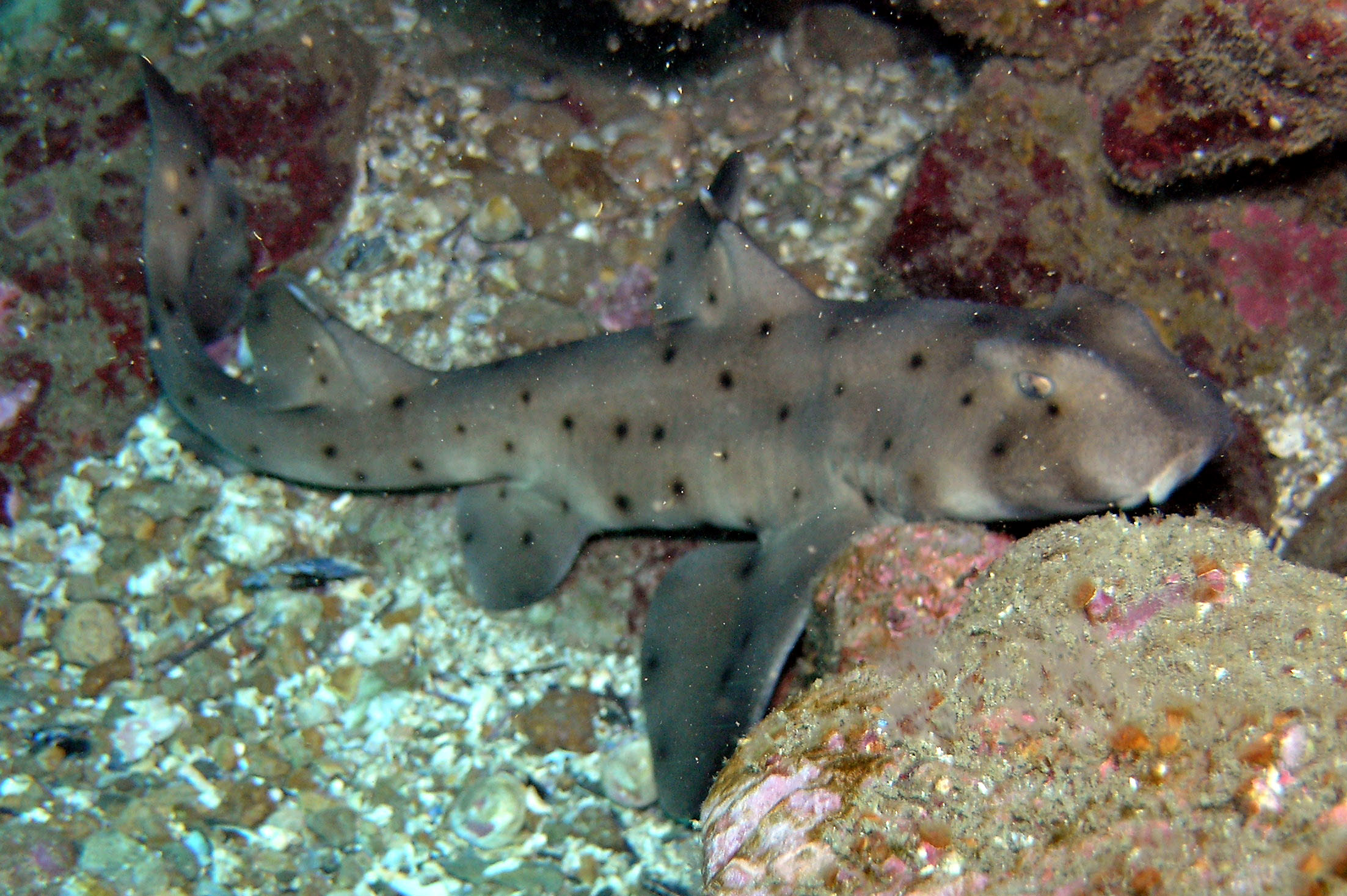
一条在海床上休息的佛氏虎鲨。该鱼为夜行性动物，仅会在环境黑暗时活跃

成年佛氏虎鲨食物中的95%为带有硬壳的软体动物、棘皮动物与甲壳类。为咬碎其猎物的硬壳，佛氏虎鲨的咬合力与体型之比远超其他已知咬合力的鲨鱼，如黑边鳍真鲨和白斑角鲨。野生环境下佛氏虎鲨的平均咬合力为90牛，最多可达135牛，而在实验室环境下则可产生高达200牛的咬合力。主要捕食加州紫海胆的大型个体之棘刺和牙齿会变为紫色。

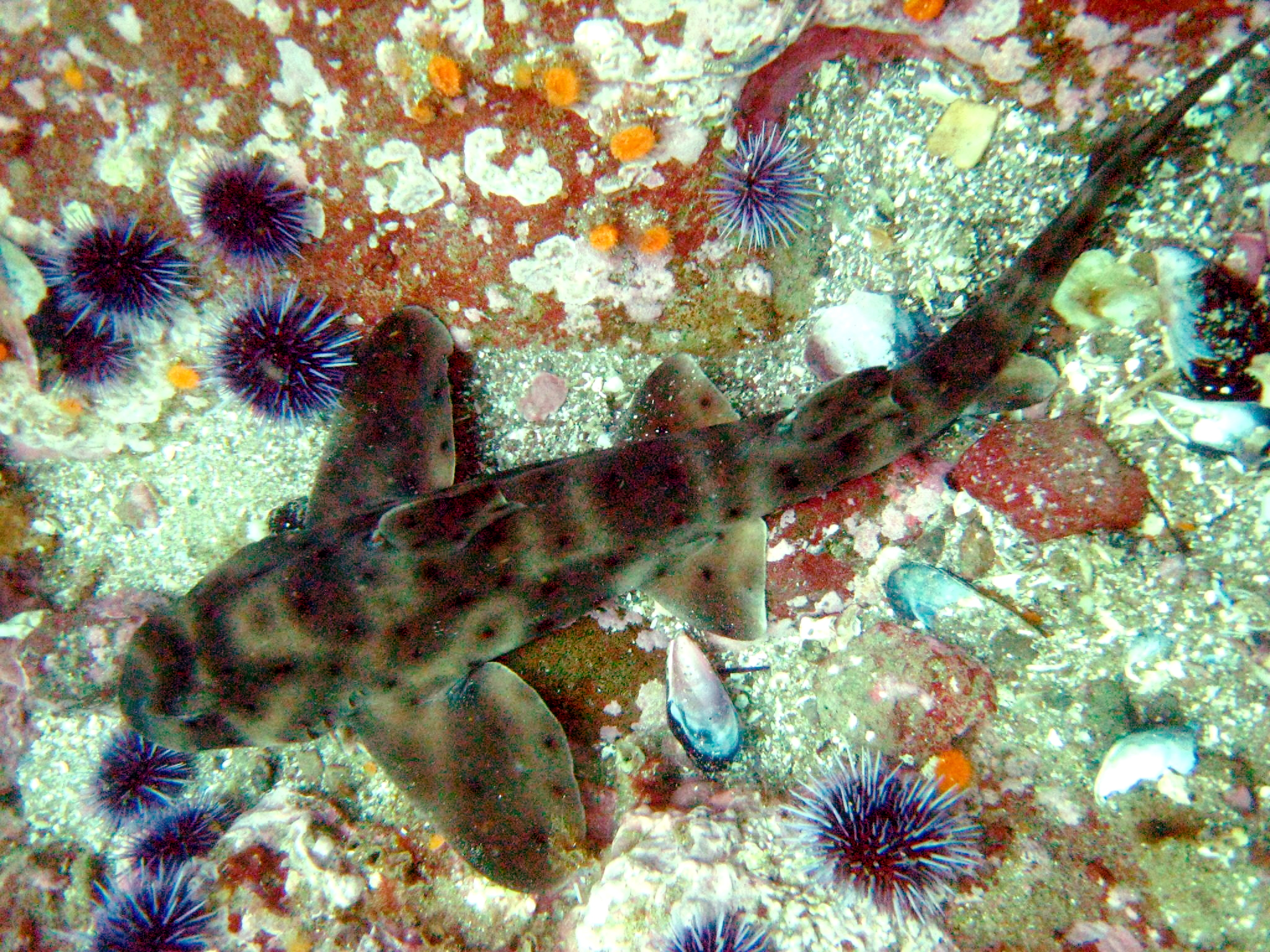
海峡群岛的一条佛氏虎鲨，其下海床上的海葵与海胆均是其会捕食的猎物

佛氏虎鲨的其他猎物包括海星、头足类和星虫。幼年佛氏虎鲨主要以海葵、环节动物和小型贝类为食，且会快速撕扯海葵的触手，以在其完全缩回之前将其扯断。在加利福尼亚州南部水域，佛氏虎鲨会捕食因季节原因而易得手的猎物，如在冬季其会食用繁殖后大量死亡的枪鱿尸体。
佛氏虎鲨虽能感知电力，但由于其劳伦氏壶腹仅有148个，远小于大部分鲨鱼的2000个，故其主要依靠嗅觉寻找猎物。找到猎物后，其会伸展颊间腔，通过特化的唇间软骨创造吸力。一旦其将猎物吸入嘴中，该鱼会用尖锐的门牙固定住猎物，再用两侧的牙齿将其磨成小块。如猎物掩埋于沙中或固定于某处，佛氏虎鲨会倒立于猎物上并将其咬住以形成杠杆。接下来佛氏虎鲨会向下摆尾，产生的力会带动其头部向上运动以将猎物拔出。在鲨鱼中，这一行为为佛氏虎鲨所独有。此外，佛氏虎鲨还可快速延伸其上颚，最长可达其头部长度的15%，以用牙齿将牢牢固定的猎物凿下来。同其他鲨鱼一样，佛氏虎鲨可替换损坏的牙齿，一般需4周时间以完全更换。

### 天敌与寄生虫
佛氏虎鲨的天敌包括更大的鱼类以及北象海豹，后者会食用佛氏虎鲨成鱼、幼鱼和卵鞘。此外，圣卡塔利娜岛的白头海雕亦会捕食佛氏虎鲨，而一些大型的螺类则可钻穿佛氏虎鲨的卵鞘以取食卵黄。佛氏虎鲨粗糙的皮肤和棘刺可为其提供一定保护，曾有人目击一条加州扁鲨一度吞下了一条幼年的佛氏虎鲨，但由于后者的棘刺无法将其咽下而只能将其吐出。
该鱼目前已知的寄生虫有以下几种：
- 绦虫Acanthobothrium bajaensis与A.puertecitense[12][13]；
- 桡脚类Trebius heterodonti[14]；
- 线虫Echinocephalus pseudouncinatus，佛氏虎鲨的猎物如扇贝与海胆是此种寄生虫的中间宿主[15]。

### 生命周期
佛氏虎鲨于每年12月至次年1月繁殖 。雄鱼会追逐雌鱼以示爱，如雌鱼同意，二者皆会沉至海床上，而后雄鱼会将鳍足插入雌鱼的泄殖腔以交配。其交配过程可持续30—40分钟。交配完成后雄鱼会离开，而雌鱼则会将吻部插入沙中并转圈直至失去平衡。

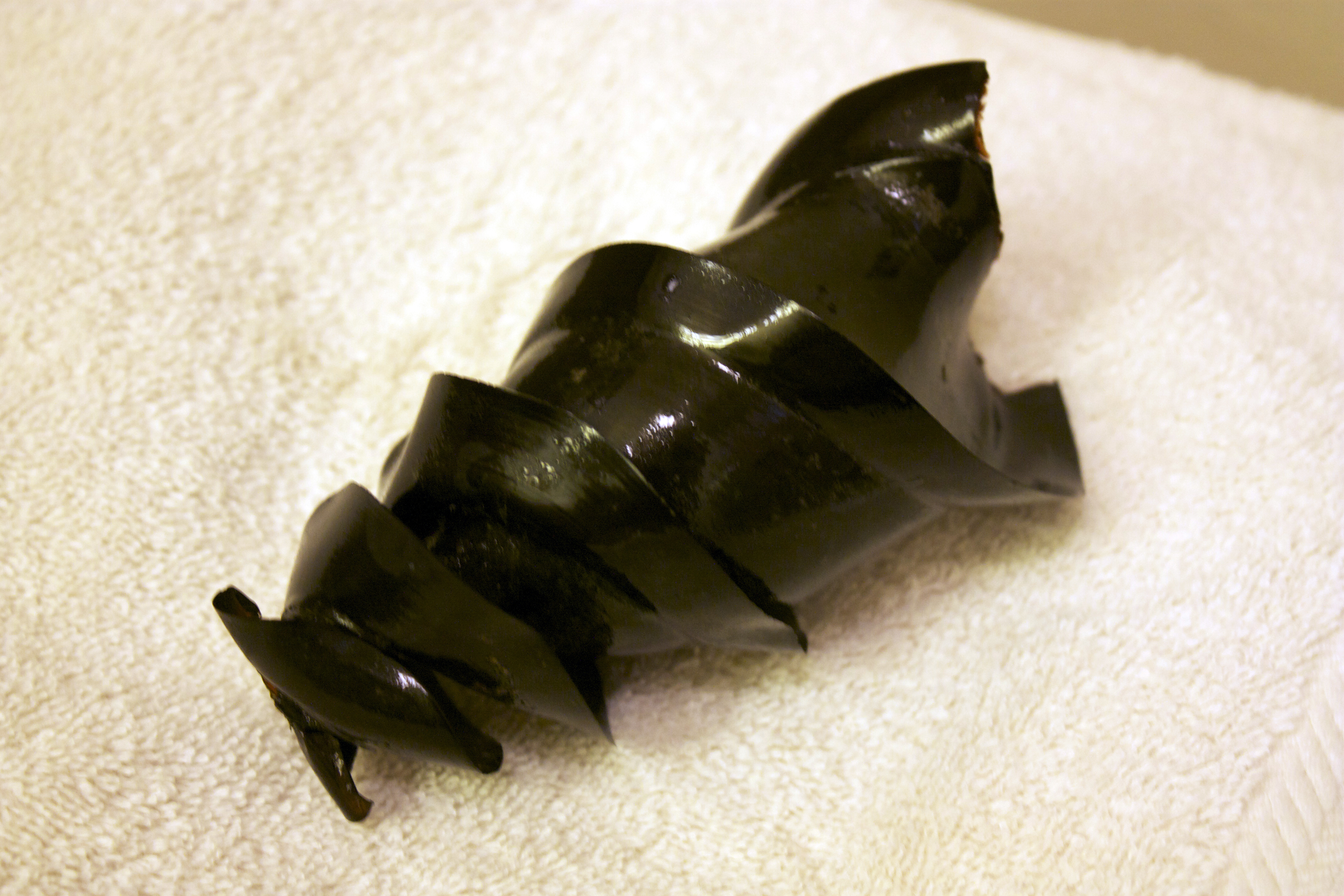
采集自莫罗贝附近水域的一枚佛氏虎鲨卵鞘，其螺旋状的边缘可将其牢牢固定于石缝中

雌鱼会在2—4月于水深2—13米处产卵。其产卵过程可持续两周，一般每次会产下2枚卵鞘。该鱼卵鞘为螺旋形，初诞下时为褐色，但很快会变为黑色。此后野生环境下的母鱼会将卵鞘衔至石缝或岩石下躲藏，是目前已知唯一会进行亲代抚育的鲨鱼。然而，人工环境下的佛氏虎鲨并无这一行为，母鱼有时甚至会吃掉卵鞘。其独特的卵鞘结构可能是为了避免被捕食者自石缝中拔出。在不计入其螺旋边缘的情况下，该鱼卵鞘长10—12厘米，宽3—4厘米。其卵鞘会在6—10个月后孵化。刚孵化的幼鱼体长在15至17厘米之间，且与其卵鞘大小有直接关系。野生环境下的幼鱼在出生后的一个月内不会进食，而是依靠体内的卵黄囊获取营养。然而，人工环境下孵化的幼鱼会立即进食，这可能是由于这一阶段的幼鱼虽不会捕猎，但已可通过进食获取营养。
佛氏虎鲨的成长速度极其多变且与体型无关，因此测定其年龄十分困难。雄性佛氏虎鲨在体长56—61厘米时达到性成熟，雌性则至少为58厘米。雄性最长可长到83厘米，而雌性则据称可长到120厘米，但已证实的最长个体则为96厘米长。有记录称佛氏虎鲨寿命可达25岁，但该记录尚未得到证实。

## 与人类的关系

### 同潜水员的互动
佛氏虎鲨一般对人类无害，潜水员可轻松靠近该鱼。然而，在被骚扰的情况下佛氏虎鲨可能会咬人，部分好斗的个体甚至会追咬骚扰它们的潜水员。此外其毒刺造成的伤口可令人痛苦万分，因此有学者建议在接触该鱼时应多加小心。

### 人工饲养
佛氏虎鲨十分适应人工饲养环境，且能在人工饲养环境下繁殖。多座水族馆均饲有该鱼。2018年7月，有3名窃贼自圣安东尼奥水族馆的触摸池中窃走了一条名为“海伦小姐”的幼年佛氏虎鲨，并用盖有毛毯的婴儿车将其偷运出水族馆。警方于两天后抓获嫌疑人。被盗鲨鱼并未受伤，并在窃贼被捕后由水族馆员工将其带回。

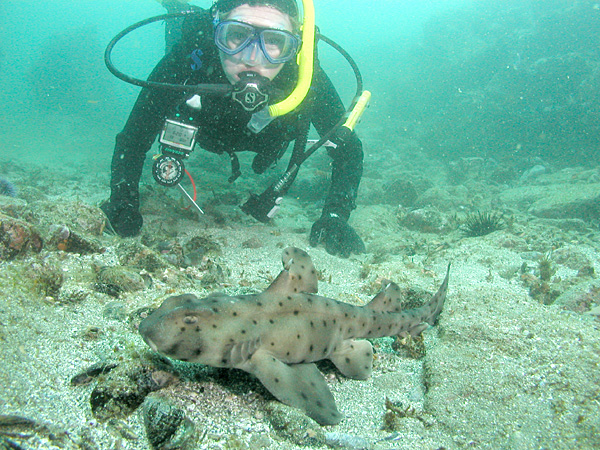
潜水员正在靠近一条佛氏虎鲨，该鱼不会主动攻击靠近的人类

### 经济利用与保育
美国领海内无对佛氏虎鲨的商业捕捞，但会出现在拖网与鱼笼的兼捕中，休闲钓客亦会意外钓得该鱼。由于佛氏虎鲨皮糙肉厚，其在被抛回海中后大概率可存活。此外，佛氏虎鲨还得利于加利福尼亚州法律对渔具的限制。该州对佛氏虎鲨的年均兼捕量为1800千克，但各年波动较大。有记录以来的最大值为1979年的9500千克，最小值则是1976年的2.5千克。然而，潜水者有可能会出于娱乐目的或为获取其背部的棘刺以制作工艺品而杀死佛氏虎鲨，这可能会导致该鱼在潜水活动频繁的海域的种群有所下降。墨西哥水域的佛氏虎鲨则是捕虾的拖网和海底刺网中的兼捕，且会用于食用或制作鱼食。鉴于墨西哥的刺网渔业有增长趋势，这可能会对佛氏虎鲨的种群造成负面影响。目前IUCN尚未对该鱼的全球种群进行充分评估，但将其美国领海内的种群评为无危。